# Ершовка (Волгоградская область)
Ершовка — село в Жирновском районе Волгоградской области, в составе Клёновского сельского поселения.
Основано в 1825 году.
Население — 228 (2010)

## История
Согласно Историко-географическому словарю Саратовской губернии, составленному в 1898—1902 годах, село Ершовка, также Николаевка, являлось волостным селом Николаевской волости Камышинского уезда Саратовской губернии (до 1895 года — в составе Лемешкинской волости). Основано в 1825 году из крестьян Тульской губернии, переселённых помещиком Ершовым. В 1845 году построена церковь во имя Николая Чудотворца, по которой село получило второе название — Николаевка. В селе имелась одноклассная церковно-приходская школа. Земельный надел, общий с деревней Александровкой, составлял 2286 десятин удобной и 326 десятин неудобной земли.
С 1928 года — в составе Руднянского района Камышинского округа (округ упразднён в 1930 году) Нижне-Волжского края. С 1935 года в составе Лемешкинского района Сталинградского края (с 1936 года — Сталинградской области, с 1954 по 1957 год — в составе Балашовской области). В 1959 году в связи с упразднением Лемешкинского района передано в состав Жирновского района. Решением исполкома Волгоградского облсовета от 15 июля 1965 года № 20/393 § 4 в Жирновском районе упразднен Ершовский сельсовет, территория которого передана в административное подчинение Кленовского сельсовета

## Физико-географическая характеристика
Село находится в степной местности, в пределах Хопёрско-Бузулукской равнины, являющейся южным окончанием Окско-Донской низменности, при овраге, при вершине балки Берёзовой (приток реки Щелкан). Рельеф местности холмисто-равнинный. Почвы — чернозёмы обыкновенные. Высота центра населённого пункта — около 200 метров над уровнем моря.
По автомобильным дорогам расстояние до областного центра города Волгограда составляет 360 км, до районного центра города Жирновск — 49 км. Ближайший населённый пункт село Романовка расположено в 8 км к юго-западу.
Климат
Климат умеренный континентальный (согласно классификации климатов Кёппена — Dfb). Многолетняя норма осадков — 460 мм. Наибольшее количество осадков выпадает в июле — 54 мм, наименьшее в марте — 23 мм. Среднегодовая температура положительная и составляет + 5,6 °С, средняя температура самого холодного месяца января −10,7 °С, самого жаркого месяца июля +21,0°С.
Часовой пояс
Ершовка, как и вся Волгоградская область, находится в часовой зоне МСК (московское время). Смещение применяемого времени относительно UTC составляет +3:00.

## Население
Динамика численности населения
| 1862 | 1886 | 1894 | 1987 | 2002 |
| ---- | ---- | ---- | ---- | ---- |
| 1187 | 1238 | 1298 | ≈330 | 301  |

| 2010 |
| ---- |
| 228  |